# BMW 507
BMW 507, sportbil i roadsterutförande från BMW, tillverkad 1956-1959.
BMW 507 är en klassiker bland BMW:s sportbilar och har de senaste åren inspirerat dagens sportbilar hos BMW. Referenser finns bland annat i luftutblåsen på sidorna av karossen på BMW Z3 och BMW Z8. Det var under 1950-talet som BMW på nytt ville bli ett sportvagnsmärke som man varit innan kriget. 507:an skapades och bilen har idag ett mycket stort samlarvärde. Albrecht von Goertz designade bilen.
Varje 507:a hade en handbyggd aluminiumkaross och var utrustade med en 3,2 liters V8 som gav 150 hk, eller med fabrikstrimning 160 hk.